# Stresow (Saksen-Anhalt)
Stresow is een plaats en voormalige gemeente in de Duitse deelstaat Saksen-Anhalt en maakt deel uit van de gemeente Möckern in de Landkreis Jerichower Land.
Stresow telt 131 inwoners.